# Jianming
Jianming (kinesiska: 建明镇, 建明) är en köping i Kina. Den ligger i provinsen Hebei, i den norra delen av landet, omkring 150 kilometer öster om huvudstaden Peking. Antalet invånare är 31 658. Befolkningen består av 15 658 kvinnor och 16 000 män. Barn under 15 år utgör 19,0 %, vuxna 15-64 år 72 %, och äldre över 65 år 7,0 %.
Genomsnittlig årsnederbörd är 924 millimeter. Den regnigaste månaden är juli, med i genomsnitt 271 mm nederbörd, och den torraste är januari, med 2 mm nederbörd.